# Garmarna

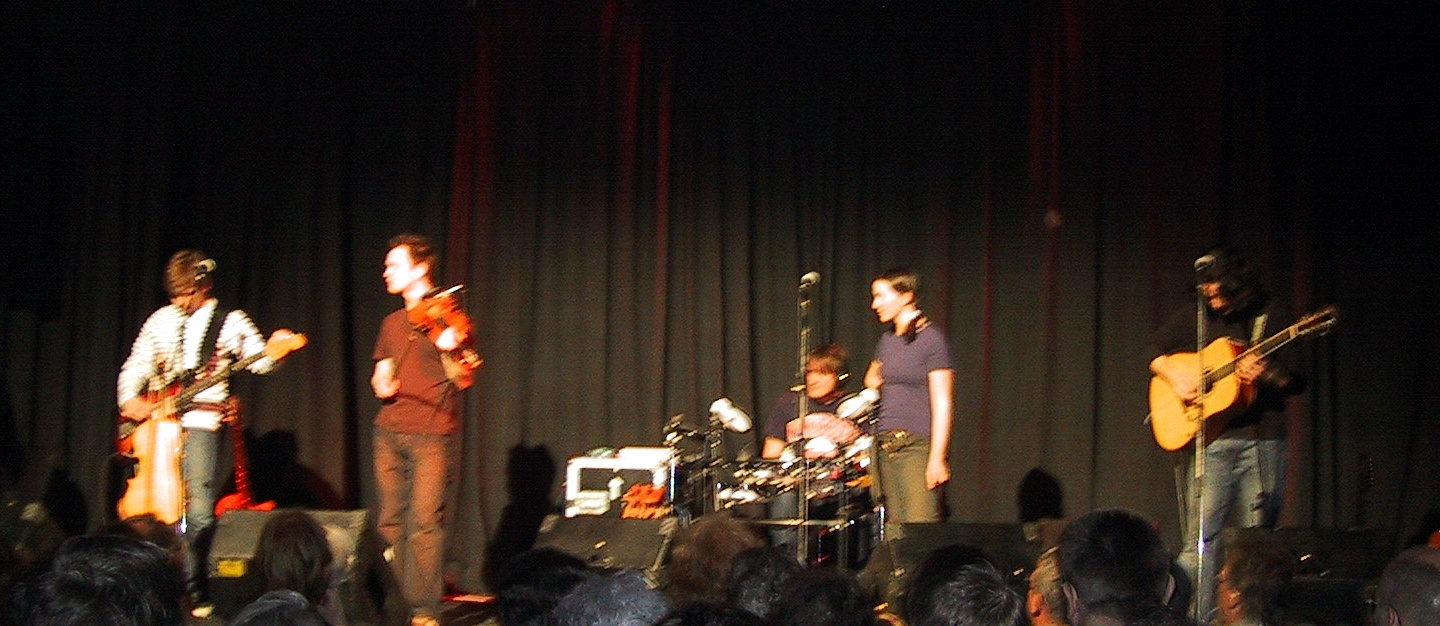
17. března 2002, Bochum, Německo

Garmarna je švédská folk rocková kapela. Hraje převážně staré severské balady.

## Historie
Garmarna byla založena v roce 1990 Stefanem Brisland-Fernerem, Gotte Ringqvistem a Rickardem Westmanem. O rok později se ke kapele připojil také Jens Höglin jako bubeník. V roce 1993 se ke skupině oficiálně připojila i zpěvačka Emma Härdelin, která s kapelou začala spolupracovat už o rok dříve, kdy hostovala na jejich prvním EP. 
V roce 1994 vyšlo album Vittrad, vydané nakladatelstvím Omnium i v USA. Kapela nahrála v roce 1996 album Guds Spelemän, které se setkalo s úspěchem především ve Švédsku.
V roce 1998 uspořádala Garmarna společně s herečkou Felicií Konrad řadu koncertů v kostelech v severním Švédsku při kterých představili své verze skladeb Hildegardy z Bingenu. V roce 1999 vydala kapela své třetí album Vedergällningen.
V roce 2001 skupina dokončila album Hildegard von Bingen. Nahrávka byla vytvořena na základě skladeb Hildegardy z Bingenu z 12. století.
Jejich první EP bylo rozšířeno o šest nových skladeb a znovu vydáno v roce 2003 jako album.
V roce 2015 skupina údajně začala pracovat na novém studiovém albu.

## Členové
- Stefan Brisland-Ferner – housle, niněra, sampler – na albu Garmarna (2003): brumle, viola
- Emma Härdelin – zpěv, housle
- Jens Höglin – bicí nástroje – na albu Garmarna (2003): growling
- Gotte Ringqvist – kytara, housle, doprovodné vokály – na albu Garmarna (2003): loutnová kytara, brumle
- Rickard Westman – kytara, basová kytara, e-bow – na albu Garmarna (2003): buzuki, loutnová kytara

## Diskografie

### Studiová alba
- Garmarna (1993, EP)
- Vittrad (Withered) (1994)
- Guds spelemän (The fiddlers of God) (1996)
- Vedergällningen (Vengeance) (1999)
- Hildegard von Bingen (2001)
- Garmarna (2003, nové vydání EP z roku 1993 s šesti bonusovými nahrávkami) [NorthSide, Minneapolis, 2001]

### Singly
- "Herr Holger" (Sir Holger) (1996)
- "En gång ska han gråta" (Some time he will cry) (1997)
- "Euchari" (1999)
- "Gamen" (The Vulture) (1999)

### Ostatní
- "Rastlös" (Rasta Hunden) v kompilaci We're Only in It for the Money (1999)
- Nordic Woman (2012)